# Keizō Morishita
Keizō Morishita (japanisch 森下 慶三 Morishita Keizō; * 4. Februar 1944 in Kitakyūshū; † 5. April 2003 in Mailand) war ein japanischer Maler.

## Biografie
1963, im Alter von neunzehn Jahren, ließ Morishita sich in Mailand nieder, um Kunst zu studieren. Dank eines Stipendiums konnte er an Marino Marinis Kursen an der Accademia di Belle Arti di Brera teilnehmen. 1968 schloss er sein Studium mit einem Diplom ab.
Nachdem er ursprünglich auf Skulptur und Bildhauerei spezialisiert gewesen war, widmete er sich im Laufe der Zeit verstärkt der Malerei. Sein künstlerisches Schaffen war an seine japanische Herkunft gebunden. Er tendierte dazu, an seinen Wurzeln festzuhalten. Dennoch strebte er weg von seiner ursprünglichen Domäne, obwohl er hier bereits die Aufmerksamkeit der Kritiker erregt hatte.
Der Grundstein für seine Karriere als Maler wurde 1967 mit einer Ausstellung in der Galleria La Chiocciola in Padova gelegt.
Es folgten Ausstellungen in Italien, der Schweiz, Frankreich, Dänemark, Belgien, Großbritannien, Taiwan, China, Mexiko und in seiner Heimat Japan.

## Einzel- und Sammelausstellungen
- 1967 – Galleria La Chiocciola, Padova
- 1969 – Galleria Richard Foncke, Gand, Belgien
- 1970 – Studio Marconi, Milano mit Marcel Duchamp
- 1972 – Galleria 42 Bologna, mit Marcel Duchamp
- 1972 – Galleria Barozzi Arte Contemporanea, Venedig
- 1972 – Studio Paolo Barozzi, Mailand
- 1972 – Studio Marconi, Mailand: Mitologia
- 1973 – Galleria San Luca, Bologna: Mitologia
- 1973 – Galleria interarte, Genf: Mitologia
- 1974 – Galleria Il Triangolo, Pescara: Mitologia
- 1974 – Galleria La Chiocciola, Padova: Il Paese delle Meraviglie
- 1975 – Studio Marconi, Milano: Il Paese delle Meraviglie
- 1975 – Galleria Menghelli, Florenz: Il Paese delle Meraviglie
- 1975 – Galleria San Luca, Bologna: Il Paese delle Meraviglie
- 1975 – Galleria Margherita, Taranto: Il Paese delle Meraviglie
- 1975 – Galleria Lanza, Intra: Il Paese delle Meraviglie
- 1975 – Galleria Richard Foncke, Gand Belgien: Mitologia
- 1975 – Galleria Galliata, Alassio
- 1975 – Galleria il Tritone Dialoghi Club, Biella: Arcipelago: Il Paese delle Meraviglie
- 1976 – Galleria Documenta, Torino
- 1976 – Galleria il Tritone Dialoghi Club, Biella
- 1977 – Gallerie L’Enseigne du Cerceau, Parigi
- 1977 – Galleria La Chiocciola, Padova
- 1977 – Galleria Panchieri, Rovereto
- 1977 – Galerie Marie-Louise Jeanneret, Ginevra
- 1978 – Galleria Dieci, Triest
- 1978 – Galleria Studio d’Arte Lanza, Intra
- 1979 – Jiyugaoka Gallery, Tokio: Paesaggio Immaginario
- 1979 – Ranka-Do Gallery, Osaka
- 1979 – Akira Ikeda Gallery, Nagoya
- 1980 – Studio Marconi, Mailand: Sottile Senso di Nostalgia
- 1980 – Seibu Departement Store Gallery, Tokio
- 1980 – Ohfunato Dajichi Gallery, Ōfuriato
- 1980 – Head Art Gallery, Urawa
- 1980 – Gallerie Petit Formes Gallery, Osaka
- 1981 – Galleria Dialoghi Club, Biella
- 1981 – Azienda del Turismo Comune di Modena
- 1981 – Studio d’Ars, Mailand
- 1982 – Chikugo Gallery, Kurume
- 1982 – Kuraya Gallery, Kitakyūshū
- 1982 – Kumo Gallery, Tokio
- 1982 – Jiyugaoka Gallery, Tokio
- 1982 – Koh Gallery, Tokio
- 1982 – Banco Santo Spirito, Rom
- 1983 – Galleria Lanza, Intra
- 1983 – 505 Gallery, Tokio
- 1983 – Gallery Chimeria, Tokio
- 1983 – Studio Marconi, mostra per il Giappone, Mailand
- 1983 – Galleria Dialoghi Club, Biella
- 1983 – Galleria Nove Colonne, Trento
- 1984 – Galleria Il Salotto, Cormo
- 1984 – Galleria La Chiocciola, Padova
- 1984 – Ginza Gallery, Tokio
- 1984 – Studio Malpensata, Lugano
- 1984 – Galleria Passardi, Lugano
- 1985 – Studio F.22 Palazzolo s/O Brescia: sottile Senso di Nostalgia
- 1985 – Ginza Gallery, Tokio: Le tentazioni di mister K
- 1985 – Kumo Gallery, Tokio: Le tentazioni di mister K
- 1985 – Kodoshia Gallery, Inchionoseki
- 1985 – Galleria Waldhause, Films Svizzera
- 1986 – Casa della Cultura Gobierno Estado de Puebla, Mexiko
- 1986 – Rafael Matos Galeria de Arte, Mexiko-Stadt
- 1986 – Artestudio 36, Lecce
- 1987 – Asia Art Gallery, Taipeh Taiwan
- 1988 – Studio F.22, Palazzolo s/O Brescia: Soffio d’incanto
- 1989 – Villa Berlucchi, Franciacorta: L’eco di Sacco; con Achille Perilli e Julio Le Parc
- 1990 – Studio F.22, Palazzolo s/O Brescia: Dreams
- 1990 – Galleria La Bussdla, Torino
- 1990 – Banca Popolare di Milano
- 1991 – Galleria Eight Street, Tokio
- 1992 – Galeri Ægidus, Randers, Dänemark
- 1993 – Tenju-en Museum, Niigata
- 1993 – Hambara-Hanga Museum, Mizunami
- 1993 – Hara Museum Arc, Shibukawa
- 1994 – Città di Osimo, Sottile senso di nostalgia
- 1994 – Big&Great, Palazzo Martinengo, Brescia
- 1994 – Studio F.22, Palazzolo s/O Brescia
- 1995 – Gallery Apa, Nagoya
- 1995 – Kunngi Gallery, Tokio
- 1996 – Galleria La Bussola, Torino
- 1996 – Città di Castelmaggiore, Cremona: Pensieri colorati sulle rive del Po
- 1996 – Città di Casal Maggiore, Cremona
- 1996 – Studio F.22, Palazzolo s/O Brescia: Oltre i confini
- 1997 – Convento dell‘ Annunciata, Rovato Brescia:  Le Geometrie dell’Universo
- 1998 – Galleria Artestudio, Mailand
- 1998 – Museo d’ Arte Moderna, Gazoldo degli Ippoliti
- 1998 – Spazio Cultura, Milena Milani, Cortina d’Ampezzo:Paesaggio Immaginario
- 1998 – Studio F.22, Palazzolo s/O  brescia: At the end of the rainbow
- 1998 – Museo d’ Arte Moderna, Gazoldo degli Ippoliti Mantova: Les couleurs de la memoire
- 1999 – Galleria Anna Osemont, Albissola Savona
- 1999 – Consolato Generale del Giappone di Milano, Mailand
- 1999 – Studio F.22, Palazzolo s/O Brescia:  Journey to the new Century
- 2000 – Galleria del Naviglio, Mailand: Pensando a lei
- 2000 – Galleria del Naviglio, Venedig
- 2000 – Galleria Giotto and Company, Vigevano
- 2000 – Priamar Arte, Savona
- 2000 – Cantine di Franciacorta, Erbusco: Vino e colori d’autore
- 2000 – Studio F.22, Palazzolo s/O Brescia Il colore dei sogni
- 2001 – Comune di Cologne: Start up  con Costalonga, Tornquist e Soulè
- 2002 – Comune di Sesto Calende, Varese
- 2002 – Debbie’s Choice, Chester GB
- 2002 – Comune di Sondrio: Il colore dei sogni
- 2002 – Comune di Montagnana
- 2002 – Comune di Sondrio, Palazzo Pretorio: Dall’analisi iconica allo spazio totale
- 2002 – Atelier d’ Arte Savaia Albisola -Savona: Paesaggi della memoria
- 2003 – Studio F.22, Palazzolo s/O Brescia: Deep in my memories -mostra commemorativa con presentazione nuovo catalogo
- 2005 – Comune di Teglio, Sondrio: L’atmosfera incantata del silenzio
- 2006 – Studio F.22, Palazzolo s/O Brescia: L’atmosfera incantata del silenzio
- 2006 – Comune di Cesena: Deep in my memories
- 2007 – Collezione d’arte contemporanea Lina Bortolon, Città di Feltre: Artisti del ‘900
- 2009 – Studio F.22, Palazzolo s/O Brescia: L’enigma dell’isola
- 2010 – Atelier Giuseppe Ajmone, Carpignano Sesia Novara: "Secondo il mio modo di vedere le cose…"

| Personendaten    | Personendaten         |
| ---------------- | --------------------- |
| NAME             | Morishita, Keizō      |
| ALTERNATIVNAMEN  | 森下 慶三 (japanisch) |
| KURZBESCHREIBUNG | japanischer Maler     |
| GEBURTSDATUM     | 4. Februar 1944       |
| GEBURTSORT       | Kitakyūshū            |
| STERBEDATUM      | 5. April 2003         |
| STERBEORT        | Mailand               |